# Laomedeia
Laomedeia /la.o.me'de.ja/, cunoscută și sub numele de Neptun XII, este un satelit neregulat prograd al lui Neptun. A fost descoperit de Matthew J. Holman, et al. pe 13 august 2002. Înainte de anunțarea numelui său pe 3 februarie 2007 (IAUC 8802), era cunoscut sub numele de S/2002 N 3.
Orbitează în jurul lui Neptun la o distanță de aproximativ 23.571.000 km și are aproximativ 42 de kilometri în diametru (presupunând albedo de 0,04). Este numit după Laomedeia, una dintre cele 50 de Nereide.